# Malbolge
Malbolge je volný ezoterický programovací jazyk, který vytvořil Ben Olmstead v roce 1998 a byl pojmenován po osmém kruhu pekla v dramatu Dante Alighieriho, Malbolge.
Malbolge byl navržen tak, aby bylo téměř nemožné ho používat kvůli neintuitivním „šíleným operacím“ a samo modifikujícímu se kódu. Navazuje na obtížnost časnějších, náročných ezoterických jazyků (jako je Brainfuck a Befunge), ale bere tento aspekt do extrému, pohrává si se spletitou minulostí počítačové vědy a šifrování. Navzdory tomuto návrhu je možné (i když velmi náročné) psát užitečné Malbolge programy.

## Programování v Malbolge
Malbolge bylo tak těžké pochopit, že trvalo dva roky než se objevil první Malbolge program. Sám autor nenapsal ani jeden program v Malbolge. První program nebyl napsán člověkem, byl vytvořen paprskovým prohledávacím algoritmem, navrženým Andrewem Cookem a uplatňovaným v Lispu.
Později, Lou Scheffer zaslal dešifrování k Malbolge a poskytl program pro kopírování jeho vstupu na jeho výstup. Také vložil interpretaci a specifikaci poté, co původní stránky přestaly fungovat a nabídl obecnou strategii pro psaní programů v Malbolge.
Olmstead věřil, že Malbolge bude lineárně ohraničený Turingův stroj. Diskutuje o tom, zda je možné realizovat smysluplné smyčky v Malbolge. Program 99 Lahví Piva, který se zabývá netriviálními smyčkami a podmínkami, nebyl oznámen po dobu sedmi let; první správný byl od Hisashiho Lizawana v roce 2005. Hisashi Lizawa také navrhl průvodce pro programování v Malbolge.

## Příklad Programu

### Ahoj světe!
Tento program zobrazuje „Hello World!“, obě slova začínají velkým písmenem a věta končí vykřičníkem.
```
(=<`#9]~6ZY32Vx/4Rs+0No-&Jk)"Fh}|Bcy?`=*z]Kw%oG4UUS0/@-ejc(:'8dc.
```

### CAT Program
Tento program čte řetězec od uživatele a vypíše tento řetězec.
```
(=BA#9"=<;:3y7x54-21q/p-,+*)"!h%B0/.
~P<8
<:(8&
66#"!~}|{zyxwvu
gJ%
```

## Design
Malbolge je programovací jazyk pro ternární virtuální stroj.
Standardní interpretace a oficiální specifikace neodpovídají dokonale. Jeden rozdíl je, že kompilátor zastaví provádění s daty v rozsahu 33–126. I když to bylo zpočátku považováno za chybu v kompilátoru. Ben Olmstead uvedl, že to bylo zamýšleno a ve skutečnosti byla chyba ve specifikaci.

### Registry
Malbolge má tři registry a, c a d. Když program začíná, hodnota všech tří registrů je nulová.
a je zkratka pro „akumulátor“, který se používá pro Standardní I/O. c je ukazatel kódu, je to zvláštní čítač instrukcí. d je ukazatel dat. Ten se automaticky zvýší po každé instrukci, ale umístění bodů se používá pro příkazy k manipulaci s daty.

### Ukazatel notace
d může držet adresu paměti, [d] je hodnota uložená na této adrese, [c] je podobná.

### Paměť
Virtuální stroj má 59049 (310) paměťových míst. Každé místo v paměti má adresu od 0 do 59048 a může mít hodnotu od 0 do 59048.
Jazyk používá stejný paměťový prostor pro data i instrukce.

### Instrukce
Malbolge má osm pokynů. Jakou instrukci provést zjistí tím, že vezme hodnotu [c], přidá k ní hodnotu c a vezme zbytek je-li to děleno 94. Konečný výsledek říká interpretovi, co má dělat:
| Hodnota ([c] + c) % 94 | Instrukce                                                                | Vysvětlení                                                                                     |
| ---------------------- | ------------------------------------------------------------------------ | ---------------------------------------------------------------------------------------------- |
| 4                      | jmp [q]                                                                  | Hodnota [q] přeskočí a spustí provádění pokynů.                                                |
| 5                      | out a                                                                    | Vytisknutím na hodnotu a se zobrazí na obrazovce, jako ASCII znak.                             |
| 23                     | in a                                                                     | Vstupy mají charakter jako ASCII kód. Nový řádek má kód 10. Konečný stav souboru je kód 59048. |
| 39                     | rotr [s] mov a, [s]                                                      | Otáčí hodnotu [d] (0002111069 se stává 2000211169). Výsledek uloží jak na [d] tak na a.        |
| 40                     | mov d, [c]                                                               | Zkopíruje hodnotu [d] na c.                                                                    |
| 62                     | crz [d], a mov a, [d]                                                    | Dělá šílený provoz (viz níže) s hodnotou [d] a hodnota a. Výsledek uloží jak na [d] tak na a.  |
| 68                     | nop                                                                      | Nic nedělá.                                                                                    |
| 81                     | end                                                                      | Končí Malbolge program.                                                                        |
| Jakékoli jiné hodnoty  | dělá to samé jako 68: nic. Tyto jiné hodnoty nejsou povoleny v programu. | dělá to samé jako 68: nic. Tyto jiné hodnoty nejsou povoleny v programu.                       |

### Šílenýprovoz
U každé dvojice ternárních číslic z obou vstupů provede operaci dle následující tabulky. Například crz 0001112220, 0120120120 dává 1001022211.
| crz     | crz | Vstup 2 | Vstup 2 | Vstup 2 |
| crz     | crz | 0       | 1       | 2       |
| ------- | --- | ------- | ------- | ------- |
| Vstup 1 | 0   | 1       | 0       | 0       |
| Vstup 1 | 1   | 1       | 0       | 2       |
| Vstup 1 | 2   | 2       | 2       | 1       |

### Šifrování
Po instrukci hodnota [c] bude nahrazena samotným kódem 94. Poté je výsledek šifrován jednou ze dvou rovnocenných metod.
Metoda 1
Níže najdete výsledek. Uložení ASCII kódu na znak a poté na [c].
```
0000000000111111111122222222223333333333444444444455555555556666666666777777777788888888889999
0123456789012345678901234567890123456789012345678901234567890123456789012345678901234567890123

----------------------------------------------------------------------------------------------

9m<.
TVac'uY*MK X~xDl}REokN:#?G"jsem@5z]&gqtyfr$(we4{WP)H-Zn,[%\3dL+Q;>U!pJS72FhOA1CB6v^=I_0/8|jsb
```

Metoda 2
Níže najdete výsledek. Uložení šifrované verze na [c].
| Hodnota | Šífrované | Hodnota | Šifrované | Hodnota | Šifrované | Hodnota | Šifrované | Hodnota | Šifrované |
| ------- | --------- | ------- | --------- | ------- | --------- | ------- | --------- | ------- | --------- |
| 0       | 57        | 19      | 108       | 38      | 113       | 57      | 91        | 76      | 79        |
| 1       | 109       | 20      | 125       | 39      | 116       | 58      | 37        | 77      | 65        |
| 2       | 60        | 21      | 82        | 40      | 121       | 59      | 92        | 78      | 49        |
| 3       | 46        | 22      | 69        | 41      | 102       | 60      | 51        | 79      | 67        |
| 4       | 84        | 23      | 111       | 42      | 114       | 61      | 100       | 80      | 66        |
| 5       | 86        | 24      | 107       | 43      | 36        | 62      | 76        | 81      | 54        |
| 6       | 97        | 25      | 78        | 44      | 40        | 63      | 43        | 82      | 118       |
| 7       | 99        | 26      | 58        | 45      | 119       | 64      | 81        | 83      | 94        |
| 8       | 96        | 27      | 35        | 46      | 101       | 65      | 59        | 84      | 61        |
| 9       | 117       | 28      | 63        | 47      | 52        | 66      | 62        | 85      | 73        |
| 10      | 89        | 29      | 71        | 48      | 123       | 67      | 85        | 86      | 95        |
| 11      | 42        | 30      | 34        | 49      | 87        | 68      | 33        | 87      | 48        |
| 12      | 77        | 31      | 105       | 50      | 80        | 69      | 112       | 88      | 47        |
| 13      | 75        | 32      | 64        | 51      | 41        | 70      | 74        | 89      | 56        |
| 14      | 39        | 33      | 53        | 52      | 72        | 71      | 83        | 90      | 124       |
| 15      | 88        | 34      | 122       | 53      | 45        | 72      | 55        | 91      | 106       |
| 16      | 126       | 35      | 93        | 54      | 90        | 73      | 50        | 92      | 115       |
| 17      | 120       | 36      | 38        | 55      | 110       | 74      | 70        | 93      | 98        |
| 18      | 68        | 37      | 103       | 56      | 44        | 75      | 104       |         |           |